# Konrad Granström
Nils Konrad Granström (Luleå, 21 oktober 1900 - Stockholm, 4 januari 1982) was een Zweedse turner. 
Granström won met de Zweedse ploeg de gouden medaille in de landenwedstrijd Zweeds systeem tijdens de Olympische Zomerspelen 1920.

## Resultaten

### Olympische Zomerspelen
| Jaar | Plaats    | Resultaten                           |
| ---- | --------- | ------------------------------------ |
| 1920 | Antwerpen | in de landenwedstrijd Zweeds systeem |